# 伍珀塔尔歌剧院
伍珀塔尔歌剧院（Opernhaus Wuppertal）是德国 北莱茵-威斯特法伦州伍珀塔尔的一座歌剧院，主要上演歌剧，但也有戏剧表演，还是由皮娜·鲍什创立的伍珀塔尔舞剧院的舞蹈表演场地。

## 历史
该建筑建于 1905 年，由卡尔·莫里茨设计，当时名为巴门市政剧院（Stadttheater Barmen）。在第二次世界大战期间遭到严重破坏，战后重建，2006 年至 2009 年期间再次修复。剧院位于巴门区的中心，可经由伍珀塔尔悬空缆车 和巴门车站前往。